# 司馬悦
司馬 悦（しば えつ、462年 - 508年）は、北魏の官僚・軍人。字は慶宗。本貫は河内郡温県。

## 経歴
司馬金龍と欽文姫辰（隴西王源賀の娘）のあいだの三男として生まれた。太和年間、司空司馬から立節将軍・建興郡太守として出向し、寧朔将軍・司州別駕に転じた。太子左衛率・河北郡太守となった。
宣武帝の初年、鎮遠将軍・豫州刺史に任じられた。ときに汝南郡上蔡県の董毛奴が銭5000を奪われて、路上で殺される事件があった。郡県はちょうどこのころ銭5000を得ていた張堤が奪ったものと疑って、張堤を捕らえた。張堤は拷問を恐れて、自分が殺したと告白した。事件は豫州にまで持ちこまれ、司馬悦が証言を調べると、張堤の自白は真実ではないと考えられた。犯人の残した遺留品である刀の鞘の出所を追うと、董及祖なる人物が買ったことが突き止められた。董及祖が被害者である董毛奴の絹の肌着を身につけていたことが決め手となって、董及祖は有罪を宣告され、処刑された。
504年（正始元年）、司馬悦は鎮南将軍の元英とともに南朝梁の義陽を攻めて、陥落させた。南朝梁の司州が北魏の郢州と改められて、司馬悦は征虜将軍・郢州刺史となった。南朝梁の豫州刺史の馬仙琕が派遣され、左軍将軍・永陽戍主の陳可らが1万の兵を動員して三関の南60里の山に竹敦城を建てると、南朝梁の輔国将軍・済陰郡太守の蘇沛が2000の精兵を率いて竹敦に駐屯した。後に三関の南40里の麻陽の旧柵に城を建てると、馬仙琕は軽騎を配置してここを統制した。関南の民の多くは、南朝梁・北魏双方に心を寄せるようになった。司馬悦は西関統軍の諸霊鳳に関南の南朝梁の拠点を攻撃させ、その城楼と物資を焼き払い、蘇沛と南朝梁の輔国将軍の劉霊秀を捕らえた。司馬悦は平城に召還されて入朝し、まもなく征虜将軍のまま豫州刺史に転じた。義陽の戦功を論じられて、漁陽県開国子に封じられた。
508年（永平元年）10月、豫州懸瓠の城民の白早生が反乱を起こし、司馬悦の首を斬って、南朝梁の武帝のもとに送った。邢巒が懸瓠を奪回すると、宣武帝は司馬悦の首級および主書の董紹の身柄を取り戻すため、捕虜としていた南朝梁の将軍の斉苟児ら4人のうち2人を江南に帰国させた。引き換えに司馬悦の首級と董紹の身柄は返還され、司馬悦は改めて葬られた。平東将軍・青州刺史の位を追贈された。諡は荘といった。

## 子女
- 司馬朏（後嗣、宣武帝の妹の華陽公主を妻に迎え、駙馬都尉、員外散騎常侍・鎮遠将軍）
- 司馬裔

## 伝記資料
- 『魏書』巻37 列伝第25
- 『北史』巻29 列伝第17
- 魏故持節督豫州諸軍事征虜将軍漁陽県開国子豫州刺史司馬悦墓誌